# قرار مجلس الأمن التابع للأمم المتحدة رقم 1575
قرار مجلس الأمن التابع للأمم المتحدة رقم 1575، المتخذ بالإجماع في 22 تشرين الثاني / نوفمبر 2004، بعد الإشارة إلى القرارات السابقة بشأن النزاعات في يوغوسلافيا السابقة، بما في ذلك القرارات 1031 (1995) و1088 (1996) و1423 (2002) و1491 (2003) و1551 ( 2004)، حدد المجلس دور عملية ألثيا في البوسنة والهرسك كخليفة قانوني لقوة تحقيق الاستقرار.

## القرار

### أعمال
عمل المجلس بموجب الفصل السابع من ميثاق الأمم المتحدة، وذكّر أطراف اتفاق دايتون بمسؤوليتهم عن تنفيذ الاتفاقية. وأكد دور الممثل السامي للبوسنة والهرسك في رصد تنفيذه. كما أولى أهمية للتعاون مع المحكمة الجنائية الدولية ليوغوسلافيا السابقة.
وأثنى مجلس الأمن على البلدان المشاركة في قوة تحقيق الاستقرار ورحب بإنشاء الاتحاد الأوروبي لبعثة متابعة اعتباراً من كانون الأول / ديسمبر 2004. كما أذن باستخدام التدابير اللازمة، بما في ذلك استخدام القوة والدفاع عن النفس، لضمان الامتثال للاتفاقات وسلامة وحرية تنقل أفراد القوة. ستنطبق جميع الاتفاقات على مهمة المتابعة.
ورحب القرار كذلك بنشر بعثة الشرطة التابعة للاتحاد الأوروبي في البوسنة والهرسك منذ 1 يناير 2003، والتي حلت محل بعثة الأمم المتحدة في البوسنة والهرسك. وأخيراً، طلب من الأمين العام كوفي عنان أن يقدم تقريراً عن التقدم الذي أحرزه الطرفان في تنفيذ اتفاقات السلام بينهما.

## روابط خارجية
- نص القرار في undocs.org